# 北爪道夫
北爪 道夫（きたづめ みちお、1948年2月12日 - ）は、日本の作曲家。

## 人物・来歴
東京都出身。東京都立富士高等学校を経て、東京藝術大学大学院作曲科修了。東京藝術大学、京都市立芸術大学、愛知県立芸術大学、国立音楽大学、東京音楽大学などで後進の指導にあたる。現在、東京音楽大学客員教授、愛知県立芸術大学名誉教授。インターナショナル・ロストラム・オブ・コンポーザーズグランプリなど、国際的に評価されている。父はクラリネット奏者の北爪利世。息子は作曲家の北爪裕道。姉は作曲家の北爪やよひ。

## 主な作品

### 管弦楽
- 映照（1994年尾高賞、1995年インターナショナル・ロストラム・オブ・コンポーザーズ最優秀作品）
- 始まりの海から
- 地の風景（2001年尾高賞）
- 様々な距離
- かわらないのはうた
- 空
- 昇華
- 空と樹の儀式
- パラレルⅡ

### 協奏曲
- シャドウズ II (1976)（perc & orch）
- サイド･バイ･サイド（perc & orch）
- サイド･バイ･サイド（室内オケ版）
- クラリネット協奏曲
- 管弦楽のための協奏曲
- チェロ協奏曲

### 室内楽
- スラッピング・クロッシング
- 青い宇宙の庭 I, II（guit solo）
- ペア・ワーク(fl & pf)
- 連歌(cl solo)
- ツインズ(vn & marimba)
- 森の声（perc ensemble）
- トリプレッツ（vn, cl, pf）
- ピアノの為の「様々な距離」(pf solo)

### 合唱
- 合唱組曲「さる」
- 男声合唱のための「槐多のガランス」
- 混声合唱のための「海をみている」
- 混声合唱のための「ことばの旅 I」
- 混声合唱のための「オデオン」
- 混声合唱のための「ことばあそびうた・また」
- 混声合唱のための合唱組曲「万葉の歌」
- 混声合唱のための「万葉の歌 II」
- 混声合唱のための回文集「四季」

### 吹奏楽
- 吹奏楽のための「風の国」
- フェスタ
- 祈りの旅（全日本吹奏楽コンクール 2004年度課題曲）
- 並びゆく友（バンド維新2008）
- 雲の変容（東京佼成ウインドオーケストラ第100回定期演奏会委嘱作品）
- 雲の上の散歩道（バンド維新 2009）
- ファンファーレ・リズミック（バンド維新 2010）
- はなのなは？（吹奏楽と筝合奏、バンド維新 2011）
- To The Sky（航空自衛隊60周年記念委嘱作品）
- Dancing Shadow（バンド維新 2012）

### マンドリンオーケストラ
- カント
- ギター協奏曲「青い宇宙の庭 III」

### 機会音楽
- 森のファンファーレ(愛知万博のために)
- 愛知淑徳学園祝典序曲
- 愛知淑徳大学大学歌
- NHK-FM放送ベストオブクラシックテーマ音楽
- ラジオドラマ「地雷ではなく花を」
- ラジオドラマ「乳房」
- ラジオドラマ「浅間」
- ラジオドラマ「蕨野行」
- ラジオドラマ「戦争童話集」
- ラジオドラマ「百億光年の貝殻」
- ラジオドラマ「殺人者たちの午後～記憶の闇」(2010)
- ラジオドラマ「羽根をなくした妖精」(2010)
- ラジオドラマ「樹の上のキジムナー」(2013)